# Чемпіонат світу з трекових велоперегонів 1988
Чемпіонат світу з трекових велоперегонів 1988 проходив з 21 по 25 серпня 1988 року у Генті, Бельгія. У зв'язку з проведенням літніх Олімпійських ігор в Сеулі змагання серед аматорів на чемпіонаті не проводились, окрім гонки за лідером та спринті на тандемах серед чоловіків та гонки переслідування серед жінок. Окрім цього на чемпіонаті вперше провели гонку за очками серед жінок. Усього на чемпіонаті розіграли 9 комплектів нагород — 7 у чоловіків та 2 у жінок.

## Медалісти

### Чоловіки
Професіонали
| Дисципліна                         | Золото                   | Срібло            | Бронза            |
| Спринт                             | Стівен Пейт (11.16)      | Клаудіо Ґолінеллі | Тавара Нобуюкі    |
| Індивідуальна гонка переслідування | Лех П'ясецький (5:51.48) | Ентоні Дойл       | Єспер Ворре       |
| Кейрін                             | Клаудіо Ґолінеллі        | Оттавіо Даззан    | Мішель Ваартен    |
| Гонка за очками                    | Даніель Вайдер           | Адріано Баффі     | Мікаель Маркуссен |
| Гонка за лідером                   | Денні Кларк (1:00.23)    | Констант Турне    | Вальтер Бругна    |

Аматори
| Дисципліна         | Золото                             | Срібло                           | Бронза                                   |
| Спринт на тандемах | Франція Фабріс Кола Фредерік Маньє | ФРН Ханс-Юрген Ґріль Уве Бухтман | Чехословаччина Їржі Іліек Любомір Гарґаш |
| Гонка за лідером   | Вінченцо Коламартіно               | Роланд Кьонгсхофер               | Роланд Ренн                              |

### Жінки
| Дисципліна                         | Золото                | Срібло       | Бронза         |
| Індивідуальна гонка переслідування | Жанні Лонго (3:47.84) | Барбара Ґанц | Майнді Мейфілд |
| Гонка за очками                    | Саллі Ходж            | Барбара Ґанц | Монік де Бруін |

## Загальний медальний залік
| Місце  | Країна          | Золото | Срібло | Бронза | Загалом |
| ------ | --------------- | ------ | ------ | ------ | ------- |
| 1      | Австралія       | 2      |        |        | 2       |
| 1      | Франція         | 2      |        |        | 2       |
| 3      | Італія          | 1      | 2      | 1      | 4       |
| 4      | Швейцарія       | 1      | 2      |        | 3       |
| 5      | Велика Британія | 1      | 1      |        | 2       |
| 6      | Польща          | 1      |        |        | 1       |
| 7      | Австрія         |        | 1      |        | 1       |
| 7      | ФРН             |        | 1      |        | 1       |
| 6      | Данія           |        |        | 2      | 2       |
| 10     | Бельгія         |        |        | 1      | 1       |
| 10     | Нідерланди      |        |        | 1      | 1       |
| 10     | Чехословаччина  |        |        | 1      | 1       |
| 10     | США             |        |        | 1      | 1       |
| 10     | Японія          |        |        | 1      | 1       |
| Всього | Всього          | 8      | 7      | 8      | 23      |